# ヤマウズラバト
ヤマウズラバト（学名：Geotrygon tranquebarica）は、ハト目ハト科に分類される鳥類の一種。 

## 分布
アメリカ大陸

## 形態
全長19-28cm。